# هیریکو
هیریکو (به انگلیسی: Hiriko) نام یک خودرو شهری دو سرنشینه الکتریکی است، که توسط کنسرسیوم هیریکو درایوینگ موبیلیتی (Hiriko Driving Mobility) در سرزمین باسک توسعه داده می‌شود. این خودرو در واقع تجاری‌سازی خودروی برقی مؤسسه آزمایشگاه رسانه
موسسه فناوری ماساچوست (MIT) می‌باشد.
هیریکو یک واژه محلی در سرزمین باسک بوده که به معنای شهری است.
از هیریکو در پایانه راه‌آهن برلین استفاده می‌شود.

## مشخصات
هیریکو در حالت معمولی دارای طولی معادل ۲/۴۳متر است و در زمان پارک می‌تواند با تغییر فاصله دو محور طول خود را به ۱/۵۲ متر کاهش دهد.
جرم این خودرو در حدود ۵۰۰ کیلوگرم است و برد آن با یک بار شارژ برابر ۱۲۰ کیلومتر (در شرایط عادی) است.
و همچنین موتورهای الکتریکی این خودرو بر روی چرخهایش سوار شده‌است.